# Vinicio Alvarado
Vinicio Antonio Alvarado Ureña (San Carlos, 20 de noviembre de 1972) es un exfutbolista y entrenador de fútbol costarricense. Actualmente dirige al A.D Carmelita de la Segunda División de Costa Rica.

## Trayectoria como entrenador

### Belén FC
Como entrenador debutó en el Torneo Invierno 2011 el 1 de agosto de 2011 al mando de Belén FC con una goleada 3-0 sobre el Santos de Guápiles en el estadio José Joaquín Coyella Fonseca.
Fue cesado como técnico belemita en el Torneo de Verano 2014 por malos resultados. Su puesto fue tomado en su momento por Briance Camacho.
Con la escuadra belemita dirigió 119 partidos entre torneo nacional y torneo de Copa, sumando un total de 27 victorias, 39 empates y cayó en 53 ocasiones.

### Carmelita
El 26 de febrero de 2016 lo nombran como nuevo técnico de la Asociación Deportiva Carmelita en lugar del uruguayo Daniel Casas. El equipo se encontraba en la última posición de la tabla general del Campeonato de Primera División de Costa Rica con 23 puntos en zona de descenso y acarreando una racha de 20 partidos sin ganar. A falta de completarse la segunda vuelta al mando de Alvarado los carmelos rompieron la sequía de victorias haciendo 20 puntos en 11 fechas salvando la categoría en la última jornada de visitante con el triunfo 0-1 ante el Santos de Guápiles y dejando al Club Sport Uruguay de Coronado en la última posición de la tabla general siendo el equipo descendido a la Segunda División de Costa Rica .

## Como entrenador
| Equipo                            | País       | Año(s)            | JD  | JG | JE | JP | GF  | GC  |
| --------------------------------- | ---------- | ----------------- | --- | -- | -- | -- | --- | --- |
| Belén FC                          | Costa Rica | 2011 - 2014       | 119 | 27 | 39 | 53 | 144 | 187 |
| Jacó Rays                         | Costa Rica | 2015              | -   | -  | -  | -  | -   | -   |
| Carmelita                         | Costa Rica | 2016 - 2017       | 0   | 0  | 0  | 0  | 0   | 0   |
| Asociación Curridabat Fútbol Club | Costa Rica | 2017 - actualidad |     |    |    |    |     |     |

Sin datos en su paso por Jacó Rays en la Liga de Ascenso.